# Der Mann im grauen Flanell (Roman)
Der Mann im grauen Flanell (englischer Originaltitel: The Man in the Gray Flannel Suit) ist ein Roman des amerikanischen Schriftstellers Sloan Wilson, der im Jahr 1955 beim New Yorker Verlag Simon & Schuster veröffentlicht wurde.
Im Folgejahr kam eine gleichnamige Verfilmung in die Kinos. Ebenfalls 1956 erschien die erste deutsche Übersetzung von Arno Schmidt unter dem Titel Der Mann im grauen Anzug im Wolfgang Krüger Verlag. Im Jahr 2013 publizierte DuMont eine Neuübersetzung von Eike Schönfeld.

## Inhalt
Tom und Betsy Rath, ein Ehepaar Anfang dreißig, lebt im Jahr 1953 mit drei Kindern in Westport, Connecticut, von wo aus Tom täglich nach New York pendelt. In ihrer Ehe wächst die Unzufriedenheit, ein Zustand, dem sie mit einem größeren Haus Abhilfe zu schaffen hoffen. Als Toms Großmutter stirbt, eine Frau, die zeitlebens auf großem Fuß gelebt hat, hat sie das Erbe der Familie so weit durchgebracht, dass die Raths nur ein Anwesen in South Bay erben, auf das auch ihr langjähriger Hausdiener Edward Anspruch erhebt. Um mehr Geld zu verdienen, bewirbt sich Tom bei der United Broadcasting Corporation, einer New Yorker Fernsehgesellschaft, und erhält die Aufgabe, ein nationales Komitee für psychische Gesundheit aufzubauen, mit dem sich Ralph Hopkins, der Vorstand des Unternehmens, öffentlich profilieren will. Gegen seine inneren Überzeugungen passt sich Tom dem arbeitswütigen Manager so gut wie möglich an und wird zu einem jener strebsamen Angestellten im grauen Flanell, die er bislang stets verachtet hat.
Im Aufzugführer des Firmengebäudes erkennt er einen ehemaligen Kameraden aus dem Zweiten Weltkrieg wieder, Caesar Gardella, der Augenzeuge wurde, wie Tom als Fallschirmjäger mit dem leichtfertigen Einsatz einer Handgranate seinen besten Freund Hank Mahoney umbrachte. Gardella war auch Mitwisser einer Affäre Toms mit der 18-jährigen Italienerin Maria, die dieser rückblickend als seine glücklichste Zeit betrachtet. Wenige Wochen lang lebte er in ständiger Erwartung seines Abtransports in den Pazifikkrieg ausschließlich in der Gegenwart, ohne an die zurückgebliebene Ehefrau oder den drohenden Tod zu denken. Nach seiner Rückkehr verschwieg er Betsy die Affäre ebenso wie die traumatischen Kriegserlebnisse und kam seiner optimistisch-unbeschwerten Ehefrau nie wieder so nahe wie in der Zeit ihrer Verliebtheit vor dem Krieg. Von Maria hingegen hörte er nie wieder etwas, bis Caesar ihm nun anbietet, einen Kontakt zu der jungen Frau herzustellen, die er schwanger zurückgelassen hat.
Tom erkennt, dass er nur durch vollständige Aufrichtigkeit seinen Zynismus überwinden und ein erfolgreiches Leben führen kann. Offen kritisiert er eine Rede von Hopkins und gewinnt dadurch dessen Achtung. Eine Anstellung als persönlicher Assistent des Managers weist er jedoch zurück, um mehr Zeit mit seiner Familie verbringen zu können. Richter Bernstein lehnt Edwards Klage ab, als sich herausstellt, dass der Diener Toms Großmutter jahrelang betrogen hat. Der Neubau einer Schule in der Gemeinde ermöglicht den Raths, gewinnbringend Parzellen des ererbten Grundstückes zu verkaufen. Schließlich gesteht Tom Betsy seinen Seitensprung mit Maria, und nach einer kurzen Krise willigt diese ein, den unehelichen Sohn durch Alimente zu unterstützen. Die neue Offenheit zwischen den Ehepartnern lässt auch ihre Liebe neu entflammen.

## Interpretation
Jonathan Franzen hält die erste Hälfte des Romans für die wesentlich bessere, eine „Spritztour in einem Oldsmobile“ mit einer puren „Fifties-Dosis“. Tom Rath und seine Frau, ein WASP-Paar in traditioneller Rollenaufteilung, geraten in die Tretmühle des Konsumzeitalters, in der die steigenden Bedürfnisse ein stetig wachsendes Einkommen erfordern. Tom verachtet die „Männer im grauen Flanell“ und flüchtet doch selbst in deren Konformität. Seine positiven wie traumatischen, aber in jedem Fall intensiven Kriegserinnerungen stehen im Gegensatz zum mühsamen und freudlosen Leben im Frieden. Seine ihm wesenseigene Ehrlichkeit verbirgt er mehr und mehr hinter einer Maske des Zynismus. Ausgerechnet mit der Arbeit für ein Komitee für psychische Gesundheit will er seine eigenen psychischen Probleme kurieren. So schwankt der Tonfall in der ersten Hälfte des Romans laut Franzen „heftig zwischen Müdigkeit, Wut und Angeberei, zwischen Zynismus, Verzagtheit und prinzipientreuer Entschlossenheit“.
Die zweite, dubiosere Hälfte des Romans fasst Franzen zusammen als: „Schuldbeladener Mann lässt sich passiv von großartiger Frau helfen“. Weil Tom Mut und Ehrlichkeit zeigt, wendet sich jedes Detail im Leben der Raths zum Guten, ohne dass ein Scheitern noch vorstellbar ist. Dabei werden die gesellschaftlichen Fragen – zum Krieg, zur Arbeitswelt oder zum Konsumstreben – vollständig ausgeblendet und die Harmonie der Gesellschaft auf die Harmonie des einzelnen Haushalts zurückgeführt. In diesem Sinne fange der Roman vollständig den Geist der 1950er Jahre ein: „den unbehaglichen Konformismus, die Flucht vor Konflikten, den politischen Quietismus, den Kult der Kleinfamilie, die Annahme von Klassenprivilegien.“ Mehr als die Figuren wahrhaben wollen, werden sie zur Personifikation der „flanellgrauen“ Lebensart. Steckt in ihnen zu Beginn noch ein Stachel von Ironie und Widerstand, häufen sie am Ende fröhlich Reichtum an.
Für Anja Hirsch liegt der Reiz des Romans in einem Vergleich mit den Maßstäben der Gegenwart und „der Frage, ob heute wirklich alles so anders ist.“ Gerade die Figuren der 1950er Jahre stoßen in der Gegenwart auf Interesse, seien es die, im Vergleich allerdings komplexer angelegten, Romane von Richard Yates, die Verfilmung Zeiten des Aufruhrs oder die Fernsehserie Mad Men: „Sie erzählen von Übergangsphasen, deren Fluss vom Alten, Unbearbeiteten gebremst wird.“ Daniel Haas sieht durch den Roman die nach wie vor aktuelle Frage aufgeworfen: „Wie sich zurechtfinden in einer Welt, die Konsum und Verwaltung als Ultima Ratio des zivilisiert Seins ausgibt, wenn existenzielle Erschütterungen doch das Gegenteil beweisen?“ Für Martin Becker sind es jedenfalls der Tonfall und die klischeefreie Sprache des Romans, die den von Franzen geäußerten „Kitschverdacht“ entkräften. Das Ende stehe weniger für ein kitschiges Happy End als für die Entwicklung seines Protagonisten, sein Leben nicht völlig der Arbeit zu opfern.

## Rezeption
Der Mann im grauen Flanell wurde unmittelbar nach seinem Erscheinen zu einem Bestseller. 1956 kam die Verfilmung Der Mann im grauen Flanell mit Gregory Peck in der Hauptrolle in die Kinos. Der Titel des Romans wurde zu einem Synonym für die Pendler der amerikanischen Mittelschicht und zu einem Schlagwort für den Konformismus in der amerikanischen Gesellschaft der 1950er Jahre. Vor allem durch den Titel blieb der Roman in der amerikanischen Öffentlichkeit präsent, als er im Buchhandel längst nicht mehr lieferbar war. Im Jahr 2002 wurde er, versehen mit einer Einleitung von Jonathan Franzen, neu herausgegeben.
Martin Becker sieht den Roman als einen „Klassiker der amerikanischen Nachkriegsliteratur“. Laut Heini Vogler verdient er es, mit Klassikern der amerikanischen Moderne wie Richard Yates oder Raymond Carver in einem Atemzug genannt zu werden. Dabei ist es für Andreas Schäfer gerade „das unspektakulär Überraschende“ des Happy Ends, das Wilson von Carver, Yates oder John Cheever unterscheidet. Bernadette Conrad entdeckt hinter dem vorgeblichen Familienroman ein Antikriegsbuch. Laut Nico Bleutge bietet der Roman „nicht weniger als Unterhaltung – im guten wie im schlechten Sinne“.

## Ausgaben
- Sloan Wilson: The Man in the Gray Flannel Suit. Simon & Schuster, New York 1955.
- Sloan Wilson: Der Mann im grauen Anzug. Aus dem Amerikanischen von Arno Schmidt. Krüger, Hamburg, 1956.
- Sloan Wilson: Der Mann im grauen Flanell. Aus dem Amerikanischen von Arno Schmidt. Krüger, Frankfurt am Main, 1976. ISBN 3-8105-2304-6.
- Sloan Wilson: Der Mann im grauen Flanell. Aus dem amerikanischen Englisch von Eike Schönfeld. DuMont, Köln, 2013. ISBN 978-3-8321-9678-3.